# ドリームランド (ペット・ショップ・ボーイズの曲)
「ドリームランド」(Dreamland)は、ペット・ショップ・ボーイズの楽曲。14枚目のスタジオ・アルバム『ホットスポット』から先行シングルとして発売された。イヤーズ・アンド・イヤーズをフィーチャリングしており、メンバーのオリー・アレクサンダーがヴォーカルと曲作りで参加している。

## 収録曲
CDシングル
1. Dreamland (featuring Years & Years) - 3:30
2. An Open Mind - 3:52
3. No Boundaries - 3:38
4. Dreamland (PSB Remix) - 4:42
5. Dreamland (TWD Vocal Remix) - 5:06

## チャート
| チャート (2019年)                         | 最高位 |
| ----------------------------------------- | ------ |
| スコットランド (Official Charts Company)  | 11     |
| UK ダウンロード (Official Charts Company) | 26     |
| UK インディ (OCC)                         | 19     |
| US Dance Club Songs (Billboard)           | 6      |
| US Hot Dance/Electronic Songs (Billboard) | 21     |